# Trận Custoza (1866)
Trận Custoza, còn gọi là Trận Custozza, là một trận đánh trong cuộc Chiến tranh giành độc lập Ý lần thứ ba và Chiến tranh Áo-Phổ, diễn ra vào ngày 24 tháng 6 năm 1866. Trong trận chiến này, Quân đội Đế quốc Áo do Thống chế Đại Công tước Albrecht chỉ huy đã đánh tan tác Quân đội Ý do tướng Alfonso Ferrero la Marmora chỉ huy, làm tái tạo chiến thắng của quân Áo trong trận Custoza (1848). Mặc dù quân Ý có quân số vượt trội, quân Áo linh động hơn và được chỉ đạo bài bản hơn. Trận Custoza (1866) đã thể hiện thành công vang dội của chiến thuật xung kích của quân đội Áo (mặc dù là ở cái giá đắt), đồng thời là thất bại đỉnh cao của quân Ý trong chiến tranh. Thất bại này đã đập tan danh tiếng quân sự của La Marmora vốn đã được tạo nên từ lâu, đồng thời thể hiện sức mạnh của đội quân của Albrecht cũng như khả năng của bộ tham mưu của ông. Ngoài ra, thảm họa này cũng chứng tỏ những khuyết điểm của Nhà nước Ý non trẻ.
Vào ngày 23 tháng 9 năm 1866, La Marmora đã vượt sông Mincio để đương đầu với quân Áo dưới quyền Albrecht đang chiếm giữ Verona. Vốn các đội hình hàng dọc của Ý đã bị phân rã trên đường tiến, họ phải đối mặt với quân Áo vốn đã chờ đợi họ - điều mà họ không biết - vào ngày 24 tháng 6 năm ấy. Trận đánh không cho thấy một kế hoạch nào từ cả hai phía: quân Ý tiến công lần lượt; quân cánh phải của Marmora đã bị một cuộc tấn công dũng mãnh theo lối cổ của lực lượng Thương Kỵ binh Áo chặn lại tại Sommacampagna, cho dù người Ý đã dễ dàng đẩy lùi đợt tấn công này. Tuy nhiên, nhiều binh sĩ Ý đào ngũ và sự hỗn loạn này đã khiến cho viện binh Ý không thể vượt qua các cầu ở sông Mincio. Trong vùng đồi núi này, hai tổng hành dinh không thể quan sát chiến sự và Albrecht và La Marmora giành cả một ngày để dong ngựa đi thu nhặt tin tức. Tình hình chiến trận đã được giao cho các tư lệnh quân đoàn và thậm chí là sư đoàn. Quân Ý đã không thể tiến lên các ngọn đồi, và ngôi làng Custoza trở thành tâm điểm cho cuộc kháng cự ủa quân Ý trước bước tiến của quân Áo về sông Mincio. Các cánh quân Ý đã dần dần bị đẩy về phía sau con sông này và các lực lượng Áo đã thận trọng tiến bước và vây khốn Custoza. Cuối cùng, các lực lượng tinh nhuệ Ý buộc phải bỏ Custoza. Quân Ý rút chạy qua sông Mincio trong hỗn loạn.
Trận Custoza đã chứng tỏ sự khôn khéo của Albrecht trong việc lựa chọn địa hình thuận lợi và dụ đối phương vào đó, và đem lại vinh quang cho ông. Tuy nhiên, do thiệt hại nặng nề của quân đội ông, Albrecht không truy kích quân Ý để tận dụng thảm họa của họ. Thắng lợi này cũng khiến cho ông có thể chi viện cho quân đội Áo đang liên tục bị quân đội Phổ đánh bại tại Böhmen. Sau cùng, chiến thắng Custoza cùng với thắng lợi quan trọng của người Áo trong trận hải chiến Lissa không hề đem lại ý nghĩa chính trị quan trọng, do quân Áo đã bị quân Phổ đánh cho đại bại trong trận Königgrätz. Với thất bại của nước Áo trong cuộc chiến, chiến thắng của Albrecht đã được xem là sự an ủi duy nhất đối với người Áo trong tinh thế khó khăn.

## Kết quả
Giống như trận Custoza năm 1848, lần này quân đội Áo đã giành được chiến thắng quan trọng về cả chiến lược lẫn chiến thuật. Quân đội Ý đã bị đẩy bật qua bờ bên kia sông Mincio và phải rút khỏi Venetia. Tuy nhiên, đây không phải là chiến thắng mang ý nghĩa quyết định cục diện cuộc chiến. Để có thể triệt để đánh bại quân đội Ý, Đại Công tước Albrecht buộc phải đánh mạnh xuống phía Nam nhằm đoạt lấy chiếc cầu vượt sông Mincio mà quân Ý quên phòng bị. Nếu thành công, hai quân đoàn Ý bị đánh tan ở bên bờ Đông sông Mincio sẽ bị bao vây và quân đội Áo sẽ có một bàn đạp thuận lợi để đánh thẳng vào bản thổ nước Ý.
Tuy nhiên, Albrecht không cho quân truy kích vì ông cho rằng quân đội mình đã khá mệt mỏi, bản thân lực lượng kỵ binh Áo đã tổn hao khá nhiều sau trận đánh dữ dội vừa rồi; nói cách khác viên chủ tướng Áo đã vuột mất cơ hội tiêu diệt Binh đoàn Mincio lúc này đang hoang mang và mất tinh thần. Ngày 26 tháng 6 năm 1866, Albrecht di chuyển tổng hành dinh về Verona vì ông lo sợ rằng người Pháp sẽ phản ứng trước việc Áo tấn công Lombardia. Về vấn đề ngoại giao, dường như Albrecht tỏ ra khá dè dặt vì ngay bản thân Hoàng đế Áo cũng đảm bảo với ông rằng viên tướng Áo không cần phải lo gì về vấn đề chính trị hay ngoại giao.
Sự chần chừ đã khiến quân Áo trả giá. Say khi bị quân Phổ đánh bại tại Königgrätz (3 tháng 7), quân đội Áo phải chuyển gấp một quân đoàn từ Ý lên bảo vệ kinh thành Viên, trong khi đó, người Ý sau thời gian nghỉ ngơi quý báu đã hồi sức. Quân Ý do Cialdini chỉ huy đã vượt sông Po và liên tiếp đánh chiếm Rovigo (11 tháng 7), Padua (12 tháng 7), Treviso (14 tháng 7), San Donà di Piave (18 tháng 7), Valdobbiadene và Oderzo (20 tháng 7), Vicenza (21 tháng 7) và cuối cùng là Udine tại Friuli (22 tháng 7). Trong khi đó đoàn quân tình nguyện của người anh hùng dân tộc Garibaldi đã tiến thẳng đến Brescia, nhằm tới Tretino và đánh bại quân Áo tại trận Bezzecca ngày 21 tháng 7.
Chiến thắng Königgrätz của quân Phổ đã khiến thành quả của trận Custoza và trận hải chiến ở Lissa thành công cốc. Chiến tranh kết thúc với thất bại triệt để của người Áo và họ phải cắt miền Venetia cho Vương quốc Ý.